# GNA11
GNA11 (англ. G protein subunit alpha 11) – білок, який кодується однойменним геном, розташованим у людей на короткому плечі 19-ї хромосоми. Довжина поліпептидного ланцюга білка становить 359 амінокислот, а молекулярна маса — 42 123.
| 10         |  | 20         |  | 30         |  | 40         |  | 50         |
| ---------- |  | ---------- |  | ---------- |  | ---------- |  | ---------- |
| MTLESMMACC |  | LSDEVKESKR |  | INAEIEKQLR |  | RDKRDARREL |  | KLLLLGTGES |
| GKSTFIKQMR |  | IIHGAGYSEE |  | DKRGFTKLVY |  | QNIFTAMQAM |  | IRAMETLKIL |
| YKYEQNKANA |  | LLIREVDVEK |  | VTTFEHQYVS |  | AIKTLWEDPG |  | IQECYDRRRE |
| YQLSDSAKYY |  | LTDVDRIATL |  | GYLPTQQDVL |  | RVRVPTTGII |  | EYPFDLENII |
| FRMVDVGGQR |  | SERRKWIHCF |  | ENVTSIMFLV |  | ALSEYDQVLV |  | ESDNENRMEE |
| SKALFRTIIT |  | YPWFQNSSVI |  | LFLNKKDLLE |  | DKILYSHLVD |  | YFPEFDGPQR |
| DAQAAREFIL |  | KMFVDLNPDS |  | DKIIYSHFTC |  | ATDTENIRFV |  | FAAVKDTILQ |
| LNLKEYNLV  |  |            |  |            |  |            |  |            |

A: Аланін

C: Цистеїн

D: Аспарагінова кислота

E: Глутамінова кислота

F: Фенілаланін

G: Гліцин

H: Гістидин

I: Ізолейцин

K: Лізин

L: Лейцин

M: Метіонін

N: Аспарагін

P: Пролін

Q: Глутамін

R: Аргінін

S: Серин

T: Треонін

V: Валін

W: Триптофан

Кодований геном білок за функцією належить до білків внутрішньоклітинного сигналінгу. 
Білок має сайт для зв'язування з нуклеотидами, іонами металів, ГТФ, іоном магнію. 
Локалізований у клітинній мембрані, цитоплазмі, мембрані.